# Alexander Godunov
Alexander Godunov (28. november 1949 - 18. maj 1995) var en russisk-amerikansk balletdanser og skuespiller. Han var bedst kendt for sin rolle som Karl i Die Hard fra 1988.